# Воскресіння сина вдови з Наїна (Веронезе)
«Воскресіння сина вдови з Наїна» (італ. Risurrezione del figlio della vedova di Nain) — картина італійського живописця Паоло Веронезе (1528–1588), представника венеціанської школи. Створена у 1565–1570 роках. Зберігається у колекції Музею історії мистецтв у Відні (інв. №GG 52). 
Первісно полотно знаходилось у колекції Бартоломео делла Наве; з 1659 року зберігалось у колекції ерцгерцога Леопольда Вільгельма (1614–1662).
На картині зображена сцена зустрічі Ісуса Христа з молодою вдовою з Наїна, яка нещодавно втратила сина. Христос повернув юнака до життя і жінка стала на коліна перед ним на знак подяки. Головна сцена розгортається в інтер'єрі зі значною колонадою, де персонажі спостерігають за хвилюючими подіями. Вдома та її подруги одягнені у пишні вбрання, і освітлення їхніх фігур і Христа навіюють відчуття свята і здивування, різко контрастують з нічним, траурним небом на задньому плані. У нижньому лівому куті картини зображений молодий чоловік, який щойно воскрес, однак ще занурений в це похмуре світло. 
Художник у своєму живописі прославляє ідеали і світ венеціанської аристократії, одягаючи свої персонажі і розміщуючи їх у сценах, які мають багато спільного з театральними виставами. За допомогою такого прийому, як зображення тільки частини парапету, де люди товпляться біля Христа, і часткового зображення персонажів знизу зі спини, Веронезе досяг успіху у створенні ілюзії участі глядача у дійстві.